# 赤牙県
赤牙県（チョガけん、朝鮮語: 적아현）は、現在の慶尚北道醴泉郡孝子面と殷豊面にあった地域である。

## 歴史
詳しい歴史は知ることができない。新羅の景徳王時期に殷正県と改名した後、高麗初期に殷豊県と改名、1017年（顕宗9年）には安東府に隷属されたが、1390年に基州県と合併されて豊基郡となった。面里制以降、豊基郡上里と下里の2面が含まれて、1914年に豊基郡が栄川郡に合併されて栄州郡上里面と下里面になったが、1923年に現在の醴泉郡上里面・下里面となった。
朝鮮戦争当時、上里面住民を避難させ、面が一時廃止されたが1954年に回復された。
2016年2月には上里面が孝子面に、下里面が殷豊面にそれぞれ改称した。

## 殷豊朴氏
殷豊朴氏は、新羅の景明王の子で、密陽朴氏の始祖である密城大君朴彦忱の子孫だが、後に系図が消失されて殷豊を本貫に朝鮮建国の時期に豊基郡守である朴致温を始祖として開始された。統計庁によると、2000年現在58人が韓国に居住している。